# Phromnia rosea
Phromnia rosea é uma espécie de gafanhoto na família Flatidae. É encontrada nas florestas tropicais secas de Madagascar, e os insetos adultos são gregários, os grupos se orientando de maneira que se assemelham a uma haste de flor.
Os adultos têm largas asas cor-de-rosa que seguram verticalmente em forma de tenda, ocultando todo o corpo. As ninfas não têm asas, mas podem se mover e são defensivamente cobertas por uma fina cera branca, com uma nuvem de gavinhas cerosas. Como outros insetos desta família, os adultos e as ninfas se alimentam furando a casca com o aparelho bucal e sugando a seiva do floema. Os adultos são móveis e podem pular se incomodados.
Phromnia rosea alimenta-se da liana Elachyptera minimiflora. As ninfas produzem grandes quantidades de melada e a coua de Coquerel (Coua coquerelii) se alimenta disso.